# John McLean (lekkoatleta)
John Frederick McLean  (ur. 10 stycznia 1878 w Menominee, zm. 4 czerwca 1955 w Detroit) – amerykański lekkoatleta specjalizujący się w krótkich biegach płotkarskich oraz w skoku w dal, uczestnik letnich igrzysk olimpijskich w Paryżu (1900), srebrny medalista olimpijski w biegu na 110 metrów przez płotki.

## Sukcesy sportowe
| Rok  | Miasto | Zawody               | Konkurencja                  | Wynik                    |
| ---- | ------ | -------------------- | ---------------------------- | ------------------------ |
| 1900 | Paryż  | Igrzyska olimpijskie | bieg na 110 m ppł skok w dal | srebrny medal 6. miejsce |

## Rekordy życiowe
- bieg na 200 metrów – 22,7 – Londyn 27/07/1901
- bieg na 110 metrów przez płotki – 15,5 (1900)
- skok w dal – 7,01 – Ann Arbor 07/08/1898